# The Sky Is Crying
The Sky Is Crying — пятый студийный альбом американского блюз-рок-музыканта Стиви Рэй Вона и его группы Double Trouble. Он был выпущен 5 ноября 1991 года на лейбле Epic Records и стал последним в их карьере. В альбоме собраны песни, записанные на протяжении почти всей их карьеры. Выпущенный через 14 месяцев после гибели Стиви Рэй Вона при крушении вертолета в 1990 году, альбом включает десять ранее не издававшихся треков, записанных в период с 1984 по 1989 год. Только одна композиция, «Empty Arms» (полное переиздание), появлялась на предыдущих альбомах группы. Композиции были сведены братом Вона, Джимми Воном, и стали самым высоким в чартах сольным альбомом Вона, заняв 10-е место.
Альбом получил в основном положительные отзывы. Критики высоко оценили блюзовый и джазовый стили, а также солидный трек-лист, но раскритиковали отсутствие оригинальных песен. The Sky Is Crying иллюстрирует многие музыкальные влияния Вогана, включая песни в стиле традиционного дельта-блюза, техасского блюза, чикагского блюза, джамп-блюза, джаз-блюза и блюз-рока Джими Хендрикса. В тональности альбома чередуются преимущественно темповые композиции и тягучие, медленные блюзы. В альбом вошли удостоенная премии «Грэмми» расширенная инструментальная кавер-версия песни Джими Хендрикса «Little Wing»; джазовая инструментальная композиция Кенни Баррелла «Chitlins con Carne»; песня «Life by the Drop», написанная другом Воана Дойлом Брэмхоллом и исполненная на двенадцатиструнной акустической гитаре.
На 35-й ежегодной церемонии вручения премии «Грэмми» в 1993 году альбом получил премию «Грэмми» в номинации «Лучшая запись современного блюза» (Grammy Award for Best Contemporary Blues Album).

## Отзывы
| Оценки критиков                       | Оценки критиков |
| Источник                              | Оценка          |
| ------------------------------------- | --------------- |
| AllMusic                              | [ 3 ]           |
| Christgau's Consumer Guide            | [ 4 ]           |
| The Great Rock Discography            | 7/10            |
| The Penguin Guide to Blues Recordings | [ 6 ]           |

The Sky Is Crying получил положительные отзывы музыкальных критиков.

## Список композиций
Сведения об альбоме взяты из оригинальных примечаний к компакт-диску Epic Records 1991 года и могут отличаться от других источников; длительность треков взята из обзора альбома на AllMusic.
1. «Boot Hill» (Unknown)[8] — 2:15
2. «The Sky Is Crying» (Элмор Джеймс, Morris Levy, Clarence Lewis) — 4:38
3. «Empty Arms» (Стиви Рэй Вон) — 3:31
4. «Little Wing» (инструментал) (Джими Хендрикс) — 6:50
5. «Wham» (instrumental) (Lonnie Mack) — 2:27
6. «May I Have a Talk with You» (Chester Burnett Хаулин Вулф) — 5:50
7. «Close to You» (WiВилли Диксон) — 3:13
8. «Chitlins con Carne» (инструментал) (Kenny Burrell) — 3:59
9. «So Excited» (инструментал) (Vaughan) — 3:32
10. «Life by the Drop» (Doyle Bramhall, Barbara Logan) — 2:27

## Чарты
| Чарт (1991—1992)                        | Высшая позиция |
| --------------------------------------- | -------------- |
| Австралия (ARIA)                        | 33             |
| Канада (RPM Top Albums/CDs)             | 15             |
| Нидерланды (Album Top 100)              | 74             |
| Финляндия (The Official Finnish Charts) | 18             |
| Новая Зеландия (RMNZ)                   | 20             |
| Норвегия (VG-lista)                     | 16             |
| Швеция (Sverigetopplistan)              | 46             |
| США (Billboard 200)                     | 10             |

## Сертификации
| Регион                                                      | Сертификация  | Продажи    |
| ----------------------------------------------------------- | ------------- | ---------- |
| Канада (Music Canada)                                       | Платиновый    | 100 000^   |
| США (RIAA)                                                  | 2× Платиновый | 2 000 000^ |
| ^ Данные о тиражах приведены только на основе сертификации. |               |            |